# 基達爾區
基達爾区是马里的一个大区，設立於1991年8月8日。首府基達爾。该区南接加奧區，西邻通布图区，东北和東面分別與阿爾及利亞与尼日尔接壤。
本區面积151,450平方公里，人口67,638人。下分4縣11區。